# Pohronský Bukovec
Pohronský Bukovec és un poble i municipi d'Eslovàquia que es troba a la regió de Banská Bystrica.

## Història
La primera menció escrita de la vila es remunta al 1563.

## Demografia
| Godina             | 1994 | 2004 | 2014 | 2024    |
| ------------------ | ---- | ---- | ---- | ------- |
| Nombre de persones | 100  | 88   | 110  | 123     |
| Diferència         |      | −12% | +25% | +11,81% |

| Godina             | 2023 | 2024   |
| ------------------ | ---- | ------ |
| Nombre de persones | 124  | 123    |
| Diferència         |      | −0,80% |